# Không gian khả ly
Không gian khả ly (trong tiếng Anh: separable space) là một khái niệm của ngành tôpô. Một không gian mêtric X (tổng quát hơn: không gian tôpô) được gọi là khả ly nếu nó có một tập con hữu hạn hoặc đếm được trù mật trong X.
Khái niệm không gian (mêtric, tôpô) khả ly là một trong những khái niệm quan trọng của giải tích.
Các không gian khả ly dễ xử lý và kiểm soát. Chỉ cần thu thập, kiểm soát những thông tin trên một tập khá nhỏ (tập hữu hạn hoặc đếm được các phần tử), trù mật trong không gian đã cho thì sẽ thu thập, kiểm soát được thông tin trên toàn thể không gian. Từ đó có thể lý luận, chứng minh hay xây dựng các đối tượng toán học liên quan bằng phép quy nạp.

## So sánh trực quan
Chẳng hạn trong bất cứ quốc gia nào, để nắm tình hình an ninh, Bộ Công an bố trí lực lượng công an địa phương, khu vực như là một tập hợp trù mật trong một quốc gia vậy. Rõ ràng tình hình trật tự, trị an trong toàn quốc được phản ảnh bởi lực lượng công an khu vực này.

## Ví dụ
1. Các không gian metric đếm được như {\displaystyle \mathbb {N} ,\mathbb {Z} ,\mathbb {Q} } là các không gian khả ly.
2. {\displaystyle \mathbb {R} } cũng là một không gian khả li bởi vì nó có một tập con đếm được {\displaystyle \mathbb {Q} } trù mật trong {\displaystyle \mathbb {R} .}